# أربطة قصية تامورية
الأَرْبِطَةُ القَصِّيَّةُ التَّأمَورِيَّة (بالإنجليزية: sternopericardial ligaments)‏، عبارة عن رباطين علوي وسفلي يصل الـتامور الليفي بالسطح الخلفي لـعظم القص؛ حيث يَعبُر الرباط العلوي بقَبْضَةُ القَصّ والرياط السفلي بالنَّاتِئُ الرَّهابِيّ.